# Darreh Nīyak
Darreh Nīyak (persiska: دَرِّه نِيَك, Darreh Nīāk, دَرِّه نياك, درّه نییک) är en ort i Iran.   Den ligger i provinsen Chahar Mahal och Bakhtiari, i den centrala delen av landet, 500 km söder om huvudstaden Teheran. Darreh Nīyak ligger 1 649 meter över havet och antalet invånare är 227.
Terrängen runt Darreh Nīyak är kuperad åt nordost, men åt sydväst är den bergig. Runt Darreh Nīyak är det ganska tätbefolkat, med 75 invånare per kvadratkilometer. Närmaste större samhälle är Māl-e Khalīfeh, 15,3 km nordost om Darreh Nīyak. Omgivningarna runt Darreh Nīyak är i huvudsak ett öppet busklandskap.